# Jan Maaskant

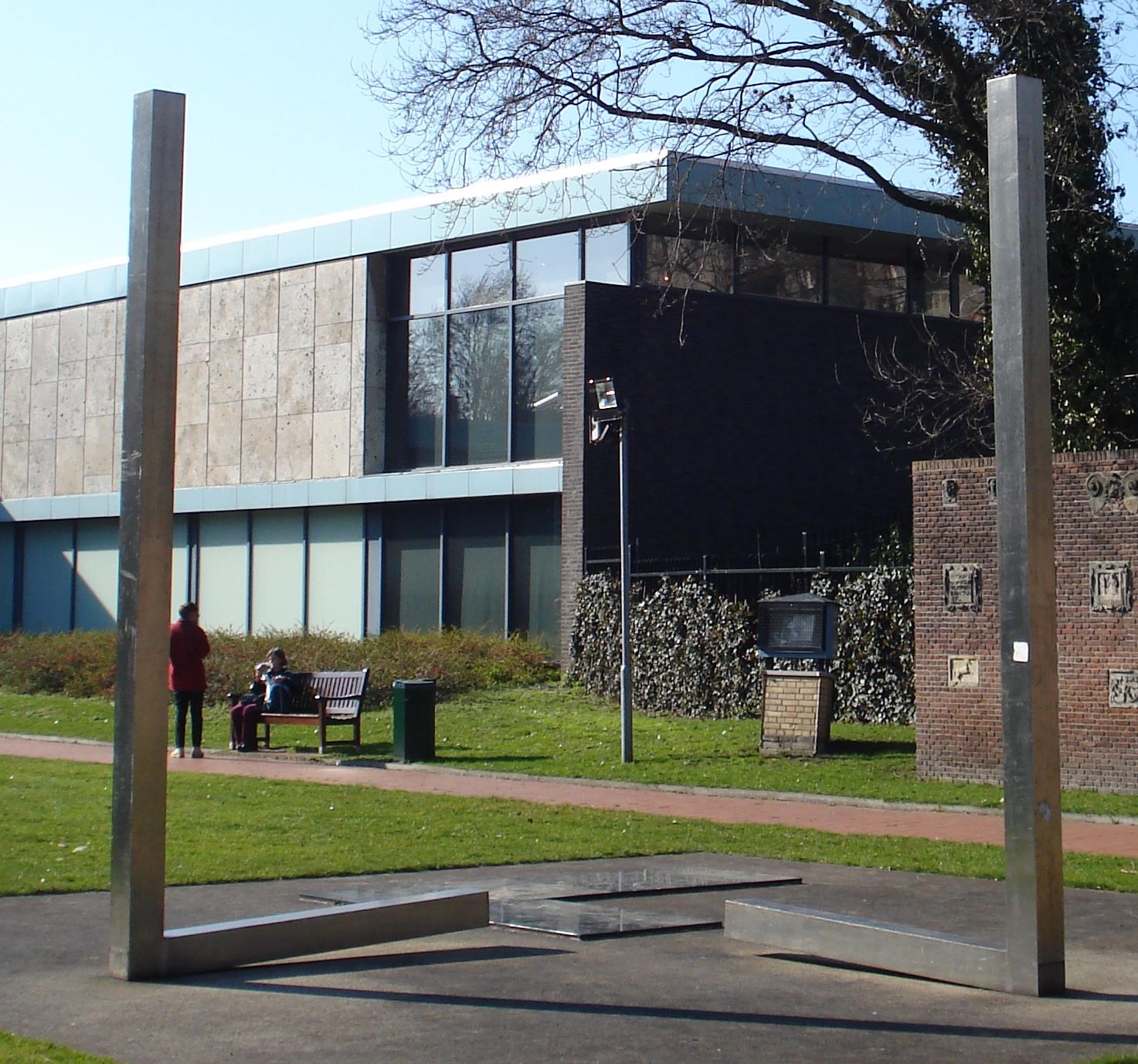
Staand en liggend, Den Haag

Johannes Albertus (Jan) Maaskant (Sint-Pieters-Woluwe, 1 juli 1939) is een Nederlandse beeldhouwer en tekenaar.

## Leven en werk
Maaskant studeerde medicijnen aan de Leidse universiteit tot hij, onder invloed van het werk van Kees Buurman en Joop van Kralingen, de overstap naar de kunst maakte. Hij leerde boetseren en hakken aan de Accademia di Belle Arti di Roma (1964-1965), maar is als beeldhouwer vooral autodidact. Hij werd aanvankelijk beïnvloed door beeldhouwers als Henri Laurens, Constantin Brâncuşi en Julio González, maar vanuit het gesloten, compacte beeldhouwwerk ging hij naar de compositie van de open vorm, samengesteld uit zelfstandige elementen, waarbij een grote rol is weggelegd voor maat, afstand, richting en indeling. 
Van 1979 tot 1987 was hij docent beeldhouwen aan de Christelijke Academie voor Beeldende Kunsten in Kampen (voorloper van ArtEZ). Maaskant werd in 1982 door hoofdcurator Rudi Fuchs geselecteerd voor deelname aan documenta 7, maar viel uiteindelijk af.  Het werk van Maaskant is minimalistisch en wordt gerekend tot de geometrisch-abstracte kunst. In zijn werk probeert Maaskant architectuur en beeldhouwkunst te verenigen. Hij creëert zowel ruimtelijke structuren als tweedimensionale wandreliëfs, die op enige afstand voor de wand worden geplaatst om de zwaarte van de structuur terug te dringen.
Het werk van Maaskant bevindt zich in de collectie van onder andere het Museum Boijmans Van Beuningen in Rotterdam, het Kunstmuseum Den Haag in Den Haag, het Van Abbemuseum in Eindhoven en het Kröller-Müller Museum in Otterlo.

## Werken (selectie)
- Staand en liggend (1972), Beeldenpark Kunstmuseum Den Haag in Den Haag
- Situatie (1972), Loosduinseweg in Den Haag
- Rasterreliëf met grijs-gele verticaal (1975), Van Abbemuseum in Eindhoven
- Reliëf met grijze vormen (1978), Van Abbemuseum
- Metaalplastieken (1978/79), Martini Ziekenhuis in Groningen
- Zonder titel (1989), Universiteitsweg UMC Utrecht in Utrecht

- Gemeinsame Normdatei: 1146238711
- International Standard Name Identifier: 0000 0003 8247 8325
- Nederlandse Thesaurus van Auteursnamen: 070697175
- RKD-Nederlands Instituut voor Kunstgeschiedenis: 51593
- Système universitaire de documentation: 25420564X
- Union List of Artist Names: 500107213
- Virtual International Authority File: 265409143
- WorldCat: E39PBJyxmqHb98wbTJXkJY6R8C